# Георг IV

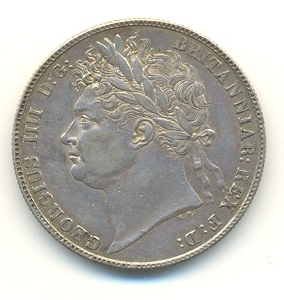
Монета з портретом Георга IV

Георг IV (англ. George IV, нім. Georg IV, за англійською традицією Джордж IV; 12 серпня 1762 — 26 червня 1830) — король Великої Британії і Ганноверу з 29 січня 1820 року, з Ганноверської династії. Фактично очолював країну набагато раніше, з рубежу століть, коли загострилася психічна хвороба його батька Георга III. 5 лютого 1811 року Георг III був визнаний недієздатним, і з того часу його старший син був проголошений принцом-регентом і залишався ним до смерті батька 29 січня 1820 року.
Період 1811–1820 років називається епохою Регентства (англ. Regency). 8 квітня 1795 року одружився з Кароліною Брауншвейзькою (17 травня 1768 — 7 серпня 1821), яка народила дочку Шарлотту Августу.

## Біографія
З правлінням Георга-регента пов'язана тривала боротьба Великої Британії з Наполеоном I Бонапартом та Французькою імперією, яка завершилася поразкою Наполеона й перемогою Англії. Економічний розвиток країни в ці роки також був успішним.
Однак Георг IV (як принц-регент і потім як король) був особисто надзвичайно популярним — одним із найпопулярніших монархів Британії взагалі. Денді, щедрий покровитель художників, гурман, Георг мав не зовсім заслужену репутацію холодного егоїста, байдужого до своїх близьких.
8 квітня 1795 року він одружився з Кароліною Брауншвейзькою, яка народила від нього єдину дочку Шарлотту Августу. Суспільство було вражене його конфліктами з дочкою, ймовірною спадкоємицею престолу (померла ще за життя діда, під час пологів) та законною дружиною Кароліною Брауншвейзькою. Кароліна, яку чоловік залишив ще 1796 року, після смерті свекра в 1820 році за потужної громадської підтримки повернулась до Великої Британії з метою коронуватися разом із Георгом (19 липня 1821 року), але це їй не було дозволено, оскільки палата лордів прийняла так і не затверджений палатою громад закон про їхнє розлучення; менш ніж за місяць приголомшена королева померла (поширювалися чутки, що чоловік наказав її отруїти). Георг був неодноразовим об'єктом сатири (зокрема Байрона).
Є історичний анекдот про те, що Георг IV коронувався короною, узятою ним напрокат у ювеліра Рендалла (оскільки через величезні борги не міг викупити її у власність).
Рання смерть єдиної законної дочки фактично залишила Георга без спадкоємців. Оскільки всі його численні брати (окрім герцога Камберлендського, одруженого з 1815 року, у якого, однак, ще не було дітей) були холостяками, або перебували в цивільних шлюбах, а всі сестри були бездітними, це ставило під загрозу існування династії. У 1817–1818 роках одразу кілька британських принців поспіхом одружилися завдяки обіцяному монархом значному фінансовому заохоченню тому, хто продовжить династію. Дочка, що народилась в одному з цих шлюбів, принцеса Вікторія Кентська, успадкувала британську корону після смерті Георга та іншого свого дядька, Вільгельма IV, у 1837 році.

## Цікаві факти
- Георг IV винайшов правий та лівий чоботи. До цього все взуття могло надягатись на будь-яку ногу.
- Вважався, особливо в молодості, ловеласом та серцеїдом з урахуванням того, що обхват його талії сягав 1,5 метрів.

## Звання й нагороди
- (KG) Орден Підв'язки 26 грудня 1765
- (PC) Таємний Радник 29 серпня 1783
- (KT) Орден Будяка 5 листопада 1811
- (KP) Орден Святого Патріка 5 листопада 1811
- (GCB) Орден Лазні 2 січня 1815
- (GCH) Королівський Гвельфський Орден 12 серпня 1815
- (GCMG) Орден Святого Михайла і Святого Георгія
- Орден Андрія Первозванного 13 листопада 1813
- Орден Святого Духа 20 квітня 1814
- Орден святого Михайла 20 квітня 1814
- Орден Золотого руна 1814
- Орден Чорного орла 9 червня 1814
- Орден Червоного орла 9 червня 1814
- Орден Золотого руна липень 1814
- Орден Слона 15 липня 1815
- Королівство Обох Сицилій Орден Святого Фердинанда за заслуги 1816
- Королівство Обох Сицилій Орден Святого Януарія 1816
- Бант з трьома військовими Орденами, Орден Христа 1816
- Орден Сантьяго та Меча 1816
- Орден Авіса 1816
- Орден Вежі й Меча 1816
- Орден Віллема 27 листопада 1818
- Баварське королівство Орден Святого Губерта
- Орден Південного Хреста 27 листопада 1818
- Хрест Дона Педро I 27 листопада 1818
- Орден Карлоса III 27 листопада 1818